# Исламски султанати у Индији
У средњем веку у Индију је успостављено неколико исламских султаната.

## Успон ислама на Индијском потконтиненту
Ислам је у Индију дошао већ у првом веку након смрти пророка Мухамеда. Омејидски калиф у Дамаску послао је 711. експедицију у Белуџистан и Синд под вођством Мухамеда ибн Касима. Експедиција је отишла и северније, али није могла задржати цело подручје нити раширити ислам у другим деловима Индије. Ипак обална трговина и присуство муслиманске колоније у Синду дозволило је да дође до значајне културне размене и довођења проповедника. Три века касније Персијанци, турски народи и Авганистанци су кренули у освајања Индије преко традиционалног северозападног пута свих инвазија Индије. 
Махмуд Газни (979—1030) је предводио серију напада на Раџпутска краљевства и богате хиндуистичке храмове. Осим тога успоставио је базу у Пенџабу за будуће инвазије.

## Делхијски султанат
Мухамед Гор је при крају 12. века извршио инвазију на Индију и освојио је Газни, Мултан, Синд, Лахор и Делхи. Један од његових генерала, Кутбудин Ајбак, прогласио је себе султаном Делхија. У 13. веку бивши роб ратник Шамсудин Илтумиш (1211—1236) успоставио је Турско краљевство у Делхију, што је будућим султанима омогућило да се шире у свим смеровима по Индији. Један век после тога Делхијски султанат се раширио источно до Бенгала, а јужно до Декана. У исто време султанат је био угрожен нападима са северозапада и унутрашњим побунама. Султанат је био у сталној динамици, како се 5 различитих династија уздизало и падало:
- Робовска династија (1206—1290)
- Килџи династија (1290—1320)
- Туглак династија (1320—1413)
- Сајид династија (1414—1451)
- Лоди династија (1451—1526)

Килџи династија под Алаудином (1296—1316) је успела да већину југа Индије једно време стави под своју власт, али освојена подручја су се брзо ослободила. Од 35 султана, 19 је убијено у атентату. На власт се тако често долазило насиљем. Дворске интриге и фракционашење су биле нормалне појаве. 
Куран и шарија (исламски закон) су омогућавали основу за завођење исламске администрације над независним хинду владарима. Ефективна власт султана је зависила о способности контроле стратешких места који су доминирали војно важним и трговачким путевима, зависила је о способности опорезивања и способности одржања ауторитета над војним и провинцијским гувернерима. Било је покушаја да се унифицирају порези и створи централизован систем администрације, али завршавали би без успеха. Пољопривреда је унапређена у северној Индији захваљујући новим каналима и новим иригационим методама (укључујући персијски точак). Али паразитски систем опорезивања сељака продужио је политичку нестабилност. Персијски језик и персијска култура постали су доминантни у центрима одлучивања у Индији.

## Могули
Могулско царство је било царство је на врхунцу моћи управљало већином индијском потконтинента. Могулско царство је основао Бабур 1526, када је победио Ибрахима Лодија, последњег делхијског султана у Првој бици код Панипата. Реч Могул је индијско-аријска верзија речи Монгол.
| Велики Могулски цареви |                |             |
| Цар                    | Почетак власти | Крај власти |
| Бабур                  | 1526           | 1530        |
| Хумајун                | 1530           | 1556        |
| Ахбар                  | 1556           | 1605        |
| Џанагир                | 1605           | 1627        |
| Шах Џахан              | 1627           | 1658        |
| Аурангзеб              | 1658           | 1707        |

## Јужне династије
Неуспеси султана да држе стално Декан и југ Индије под контролом доводе до успона јужних династија: муслиманског Бахмани султаната (1347—1527) и хиндуистичког Виџајанагара царства (1336—1565). Бахмани султанат је трајао готово два века, све док се није распао 1527. на 5 мањих државица, Деканских султаната (Биџапур, Голконда, Ахмеднагар, Берер и Бидар). Бахмани султанат је прихватио систем администрације и опорезивања од Делхијског султаната, али његов пад је великим делом проузрокован нетрпељивошћу домаћих муслимана и страних муслимана.